# Pristaulacus montanus
Pristaulacus montanus är en stekelart som först beskrevs av Cresson 1879.  Pristaulacus montanus ingår i släktet Pristaulacus och familjen vedlarvsteklar. Inga underarter finns listade i Catalogue of Life.